# 瓦劳迪·贝洛
瓦劳迪·贝洛（匈牙利語：Várady Béla，1953年4月12日—2014年1月23日），匈牙利男子足球运动员，司职前锋。他曾代表匈牙利国家队参加1972年夏季奥林匹克运动会足球比赛，获得一枚银牌。